# Aune Sihvo
Aune Gertrud Sihvo, född 29 mars 1901 i Helsingfors, död där 9 oktober 1971, var en finländsk tjänsteman.
Sihvo, som var dotter till professor Uuno Sirelius och Manuela Natulin, blev student 1919. Hon var byråsekreterare vid Statens informationsverk 1942–1945, socialministeriets sekreterare 1944 och föreståndare vid utrikesministeriets presstjänst 1946–1947.
Sihvo var ordförande i Reumaförbundet från 1952 och i Nordiska Reumakommittén 1960–1962. Hon var viceordförande i Etiopiens vänner i Finland från 1954, medlem i Scoutunionens ideella råd från 1953 och i Pohjois-Karjalan valtuuskunta från 1963. Hon ingick äktenskap första gången 1920 med filosofie magister Eino Johannes Ikonen (död 1925), andra gången 1927 med direktör Erik Stellan Hedly (skild 1943) och tredje gången 1947 med general Aarne Sihvo (död 1963).